# Storie di un sottosviluppato... sviluppato sotto!!!
Storie di un sottosviluppato... sviluppato sotto!!! è un album di Federico Salvatore, contenente 13 tracce e pubblicato nell'anno 1992.

## Tracce
1. '51 montesacro
2. Cu 'mme
3. Vecchio frak
4. Herojto kuna kekka
5. A me mi piace
6. Zero...81
7. Chi vo' fumà?
8. Ninna nanna 2
9. S.frutta la frutta
10. Mani
11. Solitudine
12. Rock'n usl
13. Mezzo tango.